# Dead Cities, Red Seas & Lost Ghosts
Dead Cities, Red Seas & Lost Ghosts é o segundo álbum de estúdio do banda francesa de eletropop e shoegaze, M83. O álbum foi primeiramente lançado na Europa em 14 de abril de 2003 e depois na América do Norte em 27 de julho de 2004, recebendo boas críticas. Foi o último álbum que Nicolas Fromageau participou junto de M83.
A versão norte-americana do álbum veio com um disco bônus, contendo cinco músicas adicionais. Uma dessas músicas, "In Church" (um cover de Cyann & Ben) apareceu no filme Stranger than Fiction, de 2006. "Gone" apareceu na série de televisão Mr. Robot, em 2015.

## Lista de músicas
| N.º            | Título                                   | Duração |  |
| 1.             | "Birds"                                  | 0:53    |  |
| 2.             | "Unrecorded"                             | 4:11    |  |
| 3.             | "Run into Flowers"                       | 4:09    |  |
| 4.             | "In Church"                              | 3:58    |  |
| 5.             | "America"                                | 3:06    |  |
| 6.             | "On a White Lake, Near a Green Mountain" | 4:43    |  |
| 7.             | "Noise"                                  | 3:54    |  |
| 8.             | "Be Wild"                                | 3:19    |  |
| 9.             | "Cyborg"                                 | 3:48    |  |
| 10.            | "0078h"                                  | 4:01    |  |
| 11.            | "Gone"                                   | 6:07    |  |
| 12.            | "Beauties Can Die"                       | 14:38   |  |
| Duração total: | Duração total:                           | 56:45   |  |

| Disco Bônus    |                                       |         |  |
| N.º            | Título                                | Duração |  |
| 1.             | "Tsubasa"                             | 4:09    |  |
| 2.             | "God of Thunder"                      | 5:55    |  |
| 3.             | "In Church"                           | 7:05    |  |
| 4.             | "Gone"                                | 5:50    |  |
| 5.             | "Dead Cities, Red Seas & Lost Ghosts" | 17:42   |  |
| 6.             | "Run into Flowers"                    |         |  |
| 7.             | "America"                             |         |  |
| Duração total: | Duração total:                        | 97:26   |  |